# Psyd
Doctor of Psychology, eller PsyD, är en amerikansk yrkesexamina som motsvaras av den svenska psykologexamen. PsyD infördes i USA under 1960-talet för att det skulle finnas en yrkesexamen som psykolog jämförbar med amerikansk läkarexamen, Medical Doctor (MD). 
En PhD är jämfört med en PsyD mer forskningsbetonad. Såväl en PhD inom psykologi som PsyD har rätt att söka licensiering som behandlande psykolog i USA, vilket innebär att de självständigt får diagnostisera och behandla psykiska åkommor hos patienter. 
En Licenced Psychologist motsvaras i svenska mått närmast av en person som är legitimerad psykolog.
De amerikanska PsyD-programmen motsvaras av fem till sju års studier på universitet inklusive praktik. Den svenska psykologexamen är totalt sex år lång, fem år på universitet och ett års praktiskt tjänstgöring som PTP-psykolog innan legitimation som psykolog kan sökas hos Socialstyrelsen. 
PsyD förekommer som examina i USA och i Kanada. I England och på Irland så är motsvarande examina benämnd som DClinPsych/ClinPsyD (Clinical Psychology) eller PsyD/PsychD in Counselling Psychology.